# Obleganje Budima (1541)
Obleganje Budima (madžarsko Buda ostroma (1541), turško  Budin Kuşatması (1541)) (4. maj – 21. avgust 1541) je bilo habsburško obleganje Budima, Madžarska, ki se je končalo z osmansko osvojitvijo mesta. Sledilo je 150 let osmanske vladavine na Ogrskem. Obleganje Budima je bilo del male ogrske vojne in ena od najpomembnejših zmag Osmanskega cesarstva nad Habsburško monarhijo med osmansko-habsburškimi vojnami (16.-18. stoletje) na Ogrskem in Balkanu.

## Obleganje
Po bitki pri Mohaču je bilo Ogrsko kraljestvo razdeljeno med Osmansko cesarstvo in Habsburško monarhijo, ki je nasledila ogrsko krono. 
Osmanski vazal Ivan I. Zapolja je leta 1540 umrl. Za njegovega naslednika je bil kronan njegov mladoletni sin Ivan II. pod regentstvom njegove matere Izabele Jagelo in škofa Jurija Martinuzzija. Z njegovim vladanjem se je sultan Sulejman Veličastni strinjal pod pogojem, da mu še naprej plačuje dogovorjen davek. 
Novi kralj za Habsburžane ni bil sprejemljiv. Avstrijski nadvojvoda Ferdinand I. je proti njemu poslal vojsko 50.000 mož iz Avstrije, nemških kneževin, Češke in Habsburške Ogrske pod poveljstvom Viljema von Roggensdorfa in začel oblegati Budim. Obleganje se je začelo poleti 1541. Bilo je slabo vodeno in v več neuspelih napadih zahtevalo zelo veliko žrtev na habsburški strani. 
Sulejman Veličastni je sam prevzel poveljstvo osmanske reševalne vojske, v kateri je bilo 6.362 janičarjev.  21. avgusta je osmanska vojska prišla do Budima, se spopadla z Roggendorfovo vojsko in jo porazila. V boju je padlo ali utonilo 7.000 habsburških vojakov. Roggendorf je bil v bitki ranjen in dva dni kasneje zaradi ran umrl.
Sulejman je nato s prevaro zasedel mesto, ki je slavilo osvoboditev. V svoj šotor je povabil mladoletnega Ivana II. Zapoljo in ogrske plemiče, medtem pa so začeli njegovi vojaki kot  "turisti" hoditi v mesto in navidezno občudovali mestne zgradbe. V dogovorjenem trenutku so razorožili stražarje in zatem celo garnizijo. V osmanskem taboru so turški vojaki razorožili kraljevo spremstvo in mu dovolili oditi. Izjema je bil Bálint Török, katerega je sultan štel za mogočega močnega nasprotnika. Töröka so odpeljali v Istanbul in zaprli v trdnjavo Jedikule, kjer je preživel ostanek svojega življenja. Kraljevemu dvoru, plemstvu in meščanom so kasneje dovolili svoboden odhod iz mesta  z vsem njihovim premoženjem, vendar brez orožja.  
Habsburška vojska je med obleganjem in v bitki po njem izgubila 16.000 mož.

## Posledice
Obleganje Budima je bila ključna osmanska zmaga proti Ferdinandu I. in Habsburžanom. Omogočila je zasedbo osrednje Ogrske, ki je trajala 150 let. Zmaga je zato primerljiva z zmago v bitki pri Mohaču leta 1526.
Cesar Karel V. je za bratov poraz izvedel po vrnitvi v Genovo  8. septembra 1541. Željan maščevanja se je odpravil na invazijo v Alžirijo, kjer je bil tudi sam popolnoma poražen.
Ferdinand I. je naslednje leto ponovno poskušal osvojiti Budim in bil ponovno odbit.